# Tetraodontidae
Os tetraodontídeos (Tetraodontidae), geralmente designados como baiacu, peixe-balão ou fugu compõem uma família da ordem dos peixes Tetraodontiformes. O seu nome científico provém da língua grega, significando "com quatro dentes". Sua dieta consiste em algas, moluscos, crustáceos e outros invertebrados . Têm a capacidade de inflar o corpo, como se fosse um balão, quando se sentem ameaçados. Possuem pequenos espinhos, salvo a espécie Lagocephalus laevigatus, que não possui nenhum espinho. Os olhos e órgãos internos da generalidade destas espécies são altamente tóxicos. Contudo, a sua carne (designada pelo termo fugu) é altamente apreciada no Japão e na Coreia.

## Localização
Estes peixes são marinhos e comuns nos oceanos Pacífico, Atlântico ou Índico. Certas espécies também podem ser achadas em rios.

## Potencialidade tóxica
A toxina é chamada de tetrodotoxina, ou mais precisamente anhydrotetrodotoxin 4-epitetrodotoxin e é aproximadamente 1200 vezes mais mortal que o cianureto. Em geral, essa toxina se concentra sobretudo no fígado do animal; eventualmente, pode se espalhar para a carne (músculo) e para a pele. Isso pode ocorrer em caso de ataque de predadores que não se deixem intimidar com a estratégia de encher o estômago de ar; o atacante acaba se tornando vítima desse veneno. Nos casos de ingestão pelo ser humano de carne desse peixe não corretamente manipulada, podem ocorrer situações graves inclusive o óbito.

## Consumo
No Japão, a carne de baiacu já é consumida há muitos anos, mas a origem histórica do consumo é incerta. Ossos de baiacu foram encontrados no Japão e datavam mais de 2 mil anos.
O preço de uma refeição com fugu é alto. Somente chefs com licenças especiais podem preparar refeições com fugu.

## Géneros e espécies
- Amblyrhynchotes
- Arothron
- Auriglobus
- Canthigaster
  - Canthigaster callisternus Ogilby, 1889
- Carinotetraodon
- Chelonodon
- Colomesus
- Contusus
- Ephippion
  - Ephippion guttifer
- Feroxodon
  - tetraomelite
- Fugu
- Gastrophysus
- Javichthys
  - Javichthys kailolae
- Lagocephalus
- Liosaccus
  - Liosaccus aerobaticus
- Marilyna
- Monotretus
  - Monotretus turgidus
- Omegaphora
- Pelagocephalus
  - Pelagocephalus marki
- Polyspina
  - Polyspina piosae
- Reicheltia
  - Reicheltia halsteadi
- Sphoeroides
- Takifugu
- Tetractenos
- Tetraodon
- Torquigener
- Tylerius
  - Tylerius spinosissimus
- Xenopterus
  - Xenopterus naritus

- Commons
- Wikispecies